# Ron und Tanja
Ron und Tanja ist die Geschichte einer Jugendliebe in Berlin kurz nach der Wende. 1990 lief sie als sechsteilige Weihnachtsserie im ZDF. Die Hauptrollen spielten Leandro Blanco und Alexandra Henkel.
Das Drehbuch schrieben Felix Huby und Christoph Mattner. Regie führte Rainer Boldt.

## Inhalt
Der 16-jährige Latino Ron fährt mit seinem Skateboard riskante Manöver vor der Kaiser-Wilhelm-Gedächtniskirche. Eines seiner Manöver misslingt, worauf er auf dem Tisch des Eiscafés landet, an dem Tanja mit ihrem kleinen Bruder Boris und Freund Uwe, der in sie verliebt ist, sitzt. Ron und Tanja verlieben sich ineinander. Er spielt sehr gut Gitarre, sie Querflöte.
Tanja gibt ihm die Adresse eines Musikgeschäftes in Ost-Berlin, bei dem Tanja ihre Telefonnummer hinterlegt. Als Ron von einem Fernsprecher aus in West-Berlin anruft, wird er mit dem Ministerium für Staatssicherheit verbunden und hängt daraufhin den Hörer wieder ein.
In der Schule erfährt Ron immer wieder rassistische Anfeindungen seines neuen Geschichts- und Klassenlehrers: „Jetzt mal Spaß beiseite: Hat dich Gaddafi zu uns geschickt oder die Ajatollahs – so als kleine, tickende Zeitbombe?“
Tanjas arbeitsloser und rassistischer Vater will sich nicht mit dem Gedanken anfreunden, dass seine Tochter einen Schwarzen als Freund haben will. Deshalb versucht er, die beiden auseinanderzubringen und akquiriert dafür Uwe, der ebenfalls fremdenfeindlich ist. So alarmiert er an einer Notrufsäule die Polizei und behauptet, Ron habe Tanja im Grunewald in ein Gebüsch gezerrt. Als zwei Beamten der berittenen Polizei am „Tatort“ erscheinen, stellt sich der Schwindel heraus. Trotzdem wird Ron abgeführt, weil er keinen Ausweis bei sich trägt.
Uwe wiederum erhält von seinen ausländerfeindlichen Freunden Thorsten und Marcus Hilfe bei seiner Aufgabe, Tanja und Ron zu beschatten und verprügelt Ron mit ihnen auf der Schultoilette. Boris versucht, ihn zu beschützen und rennt in die Orchesterprobe, um Tanja zu holen, die ihn dann verarztet. Die Angreifer sind bereits geflüchtet.
Zum Schluss führt der Weg der beiden sogar nach Rom, wo Ron Überraschendes über seine Herkunft erfährt.

## Produktion
Ron und Tanja wurde überwiegend in Berlin gedreht, für die zwei letzten Folgen teilweise auch in Rom. 
Die (straßenseitigen) Aufnahmen der Wohnung der Schillings entstanden an der Kurfürstenstraße 162, die Szenen an Tanjas Schule wurden am inzwischen abgerissenen alten Gebäude der Berliner Bröndby-Oberschule an der Retzowstraße in Lankwitz gedreht.
Die Wohnung von Rons Eltern befand sich nicht in der Lindenallee 34, das Haus ist unter der Adresse Koenigsallee 46 zu finden. Als Kulisse für Rons Schule diente das Paulsen-Gymnasium in Steglitz.
Eine zentrale Rolle in der Serie spielt der Breitscheidplatz mit Gedächtniskirche und Weltkugelbrunnen. Hier treffen sich Ron und Tanja zum ersten Mal, Tanjas Vater verbringt am Brunnen viel seiner freien Zeit als Arbeitsloser, Boris ist am Breitscheidplatz auf der Suche nach Ron und später will Tanja Ron dort mit ihrem Flötenlehrer eifersüchtig machen.
Die Außenaufnahmen bei Tanjas Flötenlehrerin entstanden – wie in der Serie auch beschrieben – am Haus Regensburger Straße 1, das Musikgeschäft im Osten befand sich nicht in der Thälmann- sondern in der Linienstraße im Haus Nr. 136. Die Eylauer Straße 7 diente als Büro der „Mündigen Bürger“ und die „Kolonie Freie Stunde“ an der Pannierstraße als Kulisse für den Schrebergarten der Schillings.
Weitere Drehorte der Serie waren das damalige Kino im Marmorhaus, die Waldbühne, die Tiergarten-Quelle, der U-Bahnhof Kurfürstenstraße, die Neue Wache und der Grunewald. Im Schauspielhaus am Gendarmenmarkt tritt Tanja in der letzten Folge der Serie als Solistin in einem Konzert auf.

## Trivia
Als Uwe in Folge 2 an der Notrufsäule die Polizei verständigt, ist im Hintergrund für kurze Zeit die US-amerikanische Abhörstation Field Station Berlin auf dem Teufelsberg zu sehen.  

## Soundtrack
Der Soundtrack zur Serie mit 13 Titeln erschien auf LP, MC und CD. Neben dem Titellied Follow me von Anca Parghel in zwei verschiedenen Interpretationen enthält er u. a. Stücke von Rons Band, Udo Lindenberg, Matthias Reim und Pierro Brunetti. Von der von Frank Farian produzierten Band Q, die in der ersten Folge die Band von Roger Gallaghan spielen, befindet sich das Lied Moving Sensitive auch auf dem Soundtrack. 